# 阿兹拉耶
阿兹拉耶（法語：Azerailles，法語發音：[azʁaj]）是法国默尔特-摩泽尔省的一个市镇，属于吕内维尔区。

## 地理
阿兹拉耶（48°29'17"N, 6°41'40"E）面积14 平方千米，位于法国大東部大區默尔特-摩泽尔省，该省份为法国东北部内陆省份，是洛林的一部分，北邻比利时、卢森堡，北起顺时针与摩泽尔省、下莱茵省、孚日省和默兹省接壤。
与阿兹拉耶接壤的市镇（或旧市镇、城区）包括：巴卡拉、布鲁维尔、弗兰、热拉库尔、格隆维尔、阿布兰维尔。

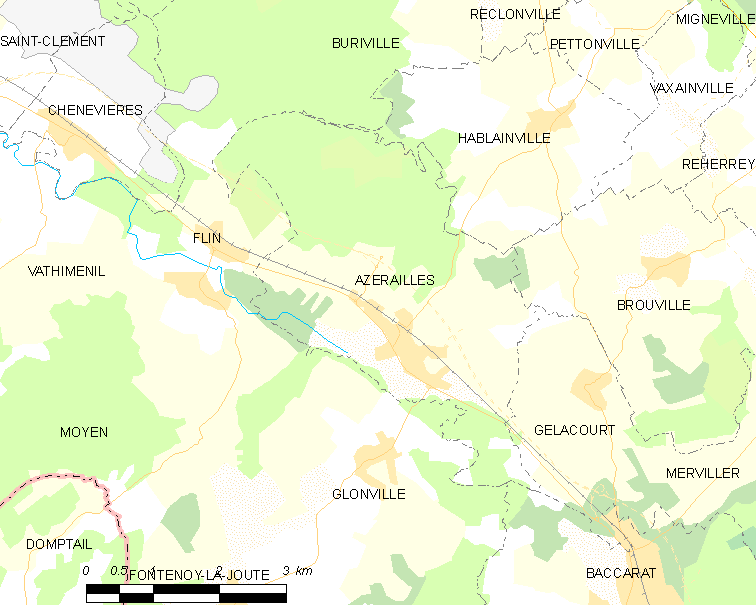
阿兹拉耶的OSM定位图

阿兹拉耶的时区为UTC+01:00、UTC+02:00（夏令时）。

## 行政
阿兹拉耶的邮政编码为54122，INSEE市镇编码为54038。

## 政治
阿兹拉耶所属的省级选区为巴卡拉县。

## 人口

1962-2008年间阿兹拉耶人口变化图示

阿兹拉耶于2022年1月1日时的人口数量为770人。